# Jaden Hardy
Pour les articles homonymes, voir Hardy.
Jaden Amere Hardy, né le 5 juillet 2002 à Détroit dans le Michigan, est un joueur américain de basket-ball évoluant au poste d'arrière.

## Biographie

### Carrière professionnelle
Lors de la draft 2022, Jaden Hardy est choisi en 37e position par les Kings de Sacramento puis transféré vers les Mavericks de Dallas.

## Palmarès
- McDonald's All-American (2021)
- Jordan Brand Classic (2021)
- Nike Hoop Summit (2021)